# ゲイツ・オヴ・イシュター
ゲイツ・オヴ・イシュター（Gates of Ishtar）は、スウェーデンのメロディック・デスメタルバンドである。

## 略歴
1992年に、ミカエル・サンドルフ (Vo)、アンドレアス・ヨハンソン (Dr)、ステファン・ニルソン (G)、ハラルド・ウーベリ (B)で結成。結成時は、ディスラプト (Disrupt)というバンド名だった。1994年にゲイツ・オヴ・イシュター (Gates of Ishtar)にバンド名を変更。このバンド名はハラルド・ウーベリが、バンドロゴはアンドレアス・ヨハンソンがデザインした。この時期にトーマス・ユテンフォルト (Lead G)が加入、ツインギター体制となる。1994年に1stデモテープ『Where Weak Gods Gather - Live at Småbarnsdiscot』をリリース。その後、ステファン・ニルソン、ハラルド・ウーベリが脱退。ヘンリク・ウーベリ (G)とニクラス・スヴェンソン (B)が加入。1995年に2ndデモテープ『Promo - 95』をリリース。リリース後、ヘンリク・ウーベリが脱退。アンドレアス・ヨハンソンがドラムスからギターに転向しオスカー・カールソンが加入。3rdデモテープ『Seasons of Frost』を続けてリリースし、スパインファーム・レコードと契約。1996年には、1stアルバム『A Bloodred Path』をリリースしデビューした。同アルバムは、新星堂傘下のレーベル、M.P.I.により輸入盤CDに帯・解説が追加された形式で日本盤もリリースされた。
デビュー後にバンド内でメンバーの対立が発生し、ミカエル・サンドルフが脱退。ニクラス・スヴェンソンとオスカー・カールソンも相次いで脱退した。残ったヨハンソンとユテンフォルトの要請によりミカエル・サンドルフが復帰し、ベースにダニエル・リュア、ドラムにヘンリック・ウーベリが加入。インヴェイジョン・レコードから1997年に2ndアルバム『The Dawn Of Flames』をリリースする。同アルバムは、アヴァロン・レーベルから日本プレス盤がリリースされた。2ndアルバムリリース後、今度はアンドレアス・ヨハンソンとトーマス・ユテンフォルト、そしてダニエル・リュアが脱退。また、ドラムにオスカー・カールソンが復帰することになりヘンリック・ウーベリも脱退した。ミカエル・サンドルフがギター・ベースを兼任することになり、二人目のギタリストとしてウルバン・カールソン(G)が加入。1998年に3rdアルバム『At The Dusk And Forever』をリリースした。
その後、所属していたインヴェイジョン・レコードが倒産したことで、バンドは解散した。解散後、ミカエル・サンドルフはザ・ダスクフォールを結成し、オスカー・カールソンも参加していた。元々はウルバン・カールソンがドラマーとして在籍していたが、極短期間で解雇されたため音源には参加せず、オスカー・カールソンに交代した。その後、一度ザ・ダスクフォールは解散したが、のちに復活して活動している。このほかにも、ミカエルとオスカーはヘルトレインでも活動している。
2015年8月に1stアルバムのラインナップで再結成することを発表した。
2016年3月にドラマーのオスカー・カールソンが死去。2022年11月に1996年から1997年にかけてベースを務めたダニエル・リュアが癌との闘病の末、死去した。

## メンバー

### 現在のメンバー
- ミカエル・サンドルフ (Mikael Sandorf) - ボーカル (1992-1996, 1996-1998, 2015-)

ザ・ダスクフォール、ヘルトレインで活動。ゲイツ・オヴ・イシュター結成時の担当はボーカル。3rdアルバムではギターとベースを兼任した。
- トーマス・ユテンフォルト (Tomas Jutenfäldt) - リードギター (1994-1997, 2015-)
- アンドレアス・ヨハンソン (Andreas Johanson) - ギター (1995-1997, 2015-)、ドラムス (1992-1995)

ゲイツ・オヴ・イシュター結成時はドラマーとして参加し、1995年にギターにスイッチした。
- ニクラス・スヴェンソン (Niklas Svensson) - ベース (1995-1996, 2015-)

エヴァードーンでも活動していた。ブラインデッド・コロニーで活動していたボーカリストは同姓同名の別人。

### 元メンバー
- ステファン・ニルソン (Stefan Nilsson) - ギター (1992-1994)
- ウルバン・カールソン (Urban Carlsson) - ギター (1997-1998)

ザ・ダスクフォールでは、ドラマーとして加入していた。
- ハラルド・ウーベリ (Harald Åberg) - ベース (1992-1994)
- ダニエル・リュア (Danjel Röhr) - ベース (1996-1997)

2022年11月逝去。
- オスカー・カールソン (Oskar Karlsson) - ドラム (1995-1996, 1997-1998, 2015-2016)

2016年3月逝去。
ザ・ダスクフォール、デフレッシュド、ヘルトレイン、エヴァードーン、Scheitanでも活動していた。
- ヘンリック・ウーベリ (Henrik Åberg) - ドラム (1996-1997)、ギター (1995)

### ゲストメンバー
- ヨアキム・ホルムクヴィスト (Joakim Holmquist) - ギター

3rdアルバム『At Dusk And Forever』に参加。
- ヨラン・ノーマン (Göran Norman) - ギター・キーボード

3rdアルバム『At Dusk And Forever』に参加。
- ニクラス・リンドグレン (Niklas Lindgren) - ギター

3rdアルバム『At Dusk And Forever』に参加。

## ディスコグラフィー
- Seasons of Frost （1995年） - デモ
- A Bloodred Path （1996年）
- The Dawn Of Flames （1997年）
- At Dusk And Forever （1998年）